# BBC Radio 5 Live
BBC Radio 5 Live es un servicio radial nacional de la BBC en el Reino Unido. Temáticamente está dedicada a noticias y deportes las veinticuatro horas al día. Hay boletines informativos cada treinta minutos de unos 3 minutos de duración y en titulares a las horas :15 y :45. Está disponible via Internet en el mundo entero, aunque fuera del Reino Unido no se puede escuchar en directo algunos programas de deportes, como por ejemplo, el Campeonato de Wimbledon o los Juegos Olímpicos, porque la BBC no tiene los derechos internacionales. La marca Radio 5 Live (así como su hermano Radio 5 Live Sports Extra) es independiente de BBC News y BBC Sport.